# Arnold Schattschneider

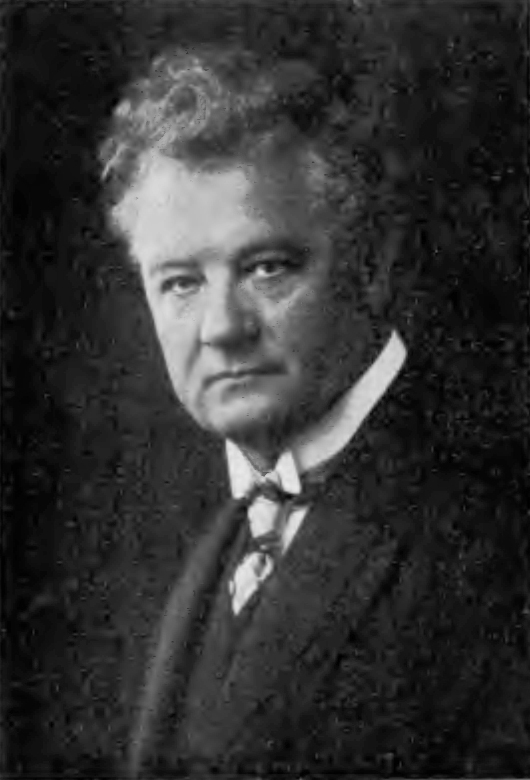
Arnold Schattschneider 1869-1930

Arnold Heinrich Schattschneider (* 26. August 1869, in Gorczyn (Kreis Wirsitz); † 17. Juni 1930 in Mannheim) war ein deutscher Musiker, Pädagoge, Gründer und erster Direktor des Konservatoriums in Bromberg.
Seine Eltern waren der Lehrer Heinrich und seine Gemahlin Florentina. Familie Schattschneider kam 1856 nach Gorczyn, wo sein Vater Volksschullehrer wurde, dann 1872 nach Bromberg, wo sie sich im Stadtteil Okole niederließen.
Er studierte Musik in der Akademischen Meisterschule in Berlin u. a. bei Max Bruch.
1895 wurde Arnold Schattschneider im Königlichen Gymnasium Bromberg zum Musiklehrer und Leiter des Schulorchester ernannt. Er war auch in der Mädchenschule tätig, seit 1898 wurde er Leiter der Singakademie. Zeitweise leitete er auch die 1842 gegründete Bromberger Liedertafel. Er wurde Gründer und seit dem 16. Oktober 1904 erster Direktor des Bromberger Konservatoriums. Seit 1905 leitete er das erste professionelle Kammerorchester.
1912 siedelte er nach Görlitz um, wo er zum Chordirigenten des Chores am Konservatorium ernannt wurde. 1920 wurde er Professor an der Musikhochschule in Mannheim. Er wirkte auch als Gastdirigent in Dresden, Köln und Breslau.
Arnold Schattschneider war Mitglied des Allgemeinen Deutschen Sprachvereins sowie der Bromberger Freimaurerloge Janus im Osten.